# Емпайр (Каліфорнія)
Емпайр (англ. Empire) — переписна місцевість (CDP) в США, в окрузі Станіслаус штату Каліфорнія. Населення — 4202 особи (2020).

## Географія
Емпайр розташований за координатами 37°38′34″ пн. ш. 120°54′15″ зх. д. / 37.64278° пн. ш. 120.90417° зх. д. (37.642901, -120.904220).  За даними Бюро перепису населення США в 2010 році переписна місцевість мала площу 4,05 км², уся площа — суходіл.

## Демографія
Згідно з переписом 2010 року, у переписній місцевості мешкало 4189 осіб у 1215 домогосподарствах у складі 932 родин. Густота населення становила 1035 осіб/км².  Було 1328 помешкань (328/км²).
Расовий склад населення:
| - 54,3 % — білих - 1,4 % — азіатів - 1,3 % — корінних американців - 0,5 % — чорних або афроамериканців - 0,2 % — вихідців з тихоокеанських островів - 35,8 % — осіб інших рас |

До двох чи більше рас належало 6,4 %. Частка іспаномовних становила 54,3 % від усіх жителів.
За віковим діапазоном населення розподілялося таким чином: 29,3 % — особи молодші 18 років, 60,8 % — особи у віці 18—64 років, 9,9 % — особи у віці 65 років та старші. Медіана віку мешканця становила 32,8 року. На 100 осіб жіночої статі у переписній місцевості припадало 100,7 чоловіків;  на 100 жінок у віці від 18 років та старших — 96,0 чоловіків також старших 18 років.
Середній дохід на одне домашнє господарство  становив 40 837 доларів США (медіана — 32 071), а середній дохід на одну сім'ю — 42 973 долари (медіана — 34 141). Медіана доходів становила 27 011 долар для чоловіків та 27 705 доларів для жінок. За межею бідності перебувало 41,8 % осіб, у тому числі 53,1 % дітей у віці до 18 років та 43,6 % осіб у віці 65 років та старших.
Цивільне працевлаштоване населення становило 1526 осіб. Основні галузі зайнятості: виробництво — 14,7 %, освіта, охорона здоров'я та соціальна допомога — 14,6 %, сільське господарство, лісництво, риболовля — 14,2 %.